# Fabiana Cozza
Fabiana Cozza, née le 16 janvier 1976 à São Paulo, est une chanteuse et journaliste brésilienne.

## Biographie
Fabiana Cozza naît le 16 janvier 1976 à São Paulo. Elle est la fille du chanteur Osvaldo dos Santos.
Elle est diplômée en communication sociale de l'université pontificale catholique de São Paulo (PUC-SP) et travaille comme journaliste pendant huit ans. Elle est titulaire d'un master en orthophonie et audiologie de la PUC-SP.
Au début de sa carrière artistique, Fabiana Cozza joue dans des comédies musicales à thème brésilien.
En 2012 elle est élue « Meilleure chanteuse de Samba » par Brazilian Music Award.